# Parano.be
Parano.be est un forum communautaire francophone belge lancé en 2003 par Jean-Charles Nadé. Au plus fort de sa fréquentation, avant l'essor des réseaux sociaux, le site réunit jusqu'à 100.000 membres actifs originaires de Belgique, France, Suisse et Québec. Le site joue un rôle notable dans la diffusion des arts alternatifs. Le site web mêle jeu de rôle social, création artistique et espace de discussion modéré. Inspiré de l'univers de jeu de rôle Paranoïa, le site adopte une structure hiérarchique basée sur un système de couleurs d’accréditation, allant du niveau infrarouge (nouvel arrivant) jusqu'à l'ultraviolet (administrateur).

## Historique
Inspiré de l’univers du jeu de rôle Paranoïa, Parano.be est créé en 2003 par Jean-Charles Nadé,. Dès 2005, le site se fait remarquer dans la presse et compte plus de 9 000 membres actifs,. Il propose plus de 80 forums thématiques, appelés secteurs, couvrant des sujets allant de la photographie à la littérature, en passant par des communautés spécifiques comme DRK (créatures de la nuit), CAL (étudiants en calotte), ou BAB (babas cool). Le secteur ETC, dirigé par une citoyenne violette, propose régulièrement des exercices d’écriture. Des événements originaux comme des flashmobs, dont une avec 1 500 zombies et 1 500 lapins à la Grand-Place de Bruxelles, marquent l’histoire du site.
Dès 2006, la popularité du site passe à 80 000 inscrits. Effet notable, le site permet de renforcer les échanges et les rencontres entre artistes, jouant un rôle d'accélérateur dans l'art alternatif. En 2007, le fonctionnement et la philosophie interne du site inspire les fondateurs du parti pirate belge.
Avec l’arrivée de Facebook en Europe vers 2008, la fréquentation du site décline fortement. Malgré un pic à 100 000 membres, seules quelques centaines d’utilisateurs sont restés actifs par la suite. En 2023, le site est toujours en ligne, avec des invitations rouvertes, dans un esprit de nostalgie des débuts du web communautaire.

## Fonctionnement

### Concept
Le site se veut un héritier des BBS et propose une interface web volontairement hostile et absurde, qui se déclare dominée par une administration incompétente et un ordinateur schizophrène.  Le site mêle des concepts de site de rencontre à un fond narratif humoristique inspirée des univers de jeu de rôle. Selon le narratif, chaque utilisateur se plie aux ordres de Lordi (l'Ordinateur) au sein d'une dictature dystopique.
Le site offre des espaces thématiques - nommés secteurs, une messagerie, une galerie photo, ainsi qu’un système d’auto-modération communautaire complexe, renforçant l’idée d’une dictature humoristique. Les nouveaux utilisateurs doivent remplir une fiche de présentation comprenant une biographie succincte et une photo reconnaissable, puis attendre une validation progressive au sein du Complexe Alpha, nom donné à l’univers du site. Les possibilités d’interaction s’élargissent à mesure que l’utilisateur progresse dans les niveaux de couleur,, de l'infra-rouge à l'ultra-violet. Ce fonctionnement communautaire reposant sur des bases de jeu de rôle forcent dès lors les utilisateurs à ne pas se contenter à l'exploiter comme un forum de discussion, mais à jouer le jeu.
La plateforme se distingue par son système de modération communautaire inspiré des concepts de panoptisme et de société disciplinaire développés par Michel Foucault. Chaque utilisateur peut être surveillé par d'autres sans savoir qui l'observe, renforçant l’ambiance paranoïaque et auto-disciplinée du site. Des groupes de modération interviennent en cas de comportements déplacés, notamment pour protéger les membres contre le harcèlement. Ces interventions vont de la "baffe virtuelle" à des sanctions visibles sur les profils, jusqu’au bannissement.

### Financement
L’accès au site est gratuit mais uniquement sur invitation, et les nouveaux venus sont confrontés à un environnement volontairement cryptique, fait d’ordres mystérieux et de règles absurdes. La diffusion et la promotion du site web ne se fait dès lors pas par voie directe de ses administrateurs, mais par l'envoi d'un mail de la part de ses utilisateurs : 
« Cher Inconnu, Cher Internaute, Cher Ami. Ceci, n'est pas une lettre chaînée Inutile d'approcher le curseur de la souris du bouton effacer... Ne niez pas, on vous a vu. Le site parano.be recherche des nouveaux participants digne de confiance. Et [nom d'utilisateur] a pensé à vous ! Alors Heureux ? (...) Venez vite, nous rejoindre, l'Ordinateur se fera un plaisir de vous accueillir ! Un site plein de couleurs, sans traître ni mutant ! Signé [nom d'utilisateur], un ami (forcé) de l'Ordinateur ». 
Le site est autofinancé et refuse la publicité. Il cherche des pistes de financement alternatives telles que des cotisations volontaires et l'organisation de soirées animées par les membres du site,. L'ASBL Recherche & Conception soutient également le site web et œuvre à l’expérimentation de projets télématiques favorisant la création artistique et la participation citoyenne.